# Чайковская-Мошинская, Янина Иосифовна
Янина (Янина-Ирена) Иосифовна Чайковская-Мошинская (1920—2013) — музыковед, жена композитора Бориса Чайковского.

## Биография
Родилась 25 апреля 1920 года. При крещении получила имя Иоанна. Сестра Станиславы-Ванды Мошинской.
В годы Великой Отечественной войны трудилась в тылу — работала санитаркой в пермском эвакогоспитале и, будучи донором, спасала жизни тяжело раненных воинов.
После войны окончила Московскую консерваторию (по классу В. А. Цуккермана и И. В. Способина). Став музыковедом, работала на радио в детской музыкальной редакции.
Была прихожанкой храма Святителя Николая в Толмачах. Жертвовала средства на восстановление этого храма.
Умерла 5 мая 2013 года в Москве. Похоронена рядом с мужем на Армянском кладбище.
В РГАЛИ имеются документы, относящиеся к Я. И. Чайковской-Мошинской.

## Создание Фонда Бориса Чайковского
В 2003 году Валида Махмудовна Келле и Янина Иосифовна Чайковская-Мошинская стали учредителями «Фонда сохранения творческого наследия Бориса Чайковского» (зарегистрирован 10.07.2003). Участниками Фонда стали музыканты, исполнявшие сочинения Бориса Чайковского — М. Л. Ростропович, В. И. Федосеев, В. А. Пикайзен, Н. Н. Шаховская, И. В. Бочкова, Г. А. Писаренко, Э. А. Москвитина, Л. Евграфов, Г. Ширинская, А. Е. Францева, а также композиторы родственной эстетики — А. Я. Эшпай, В. Присс, М. Кусс, К. С. Хачатурян, В. Рубин, Р. С. Леденев, О. Б. Галахов, К. Е. Волков, Г. Чернов, А. Ларин, А. Вульфов и другие российские деятели культуры.
Фонд Бориса Чайковского — это некоммерческая организация, работающая на безвозмездной основе и занимающаяся благотворительными просветительскими проектами.

## Создание Общества имени Б. А. Чайковского
В 2002 году Янина Иосифовна Чайковская-Мошинская, вместе с рядом композиторов (включая учеников Б. А. Чайковского — Ю. Б. Абдоков, С. М. Прокудин), музыковедов и любителей музыки учредила «Общество имени Б. А. Чайковского» — Межрегиональную общественную организацию содействия изучению и сохранению творческого наследия композитора Бориса Чайковского (The Boris Tchaikovsky Society), которая была официально зарегистрирована 9.10.2003. Я.-И. И. Чайковская-Мошинская до самой своей кончины была членом Совета Общества. Среди почётных членов Общества — выдающиеся музыканты В. И. Федосеев, В. А. Пикайзен, А. И. Головин. Деятельность Общества была поддержана такими мэтрами, как М. Л. Ростропович, Г. П. Вишневская, В. А. Берлинский, Р. Б. Баршай, К. С. Хачатурян, Э. А. Серов, А. Я. Эшпай, Т. К. Мынбаев. Общество осуществляет звукозаписи сочинений Б. А. Чайковского, издание нот, организует концерты и фестивали.